# Dries Verschueren
Pour les articles homonymes, voir Verschueren.
Dries Verschueren, né le 1er avril 1989, est un cavalier belge de reining.

## Carrière
Aux Jeux équestres mondiaux de 2018, il est médaillé d'argent par équipe avec Bernard Fonck, Ann Poels et Cira Baeck.